# AQ (圍棋軟體)
AQ是日本程式設計師山口祐所開發的電腦圍棋軟體。

## 簡介
軟體本身使用C++撰寫，並使用TensorFlow實作類神經網路的部分。GPU版本僅透過CUDA支援Nvidia顯示卡。
- 2017年九月推出v2.0.0，是第一個公開釋出的版本，僅支援Linux。
- 2017年十月推出v2.0.3（與v2.0.3.1），支援Windows以及超過兩張的顯示卡[3]。
- 2018年一月推出v2.1.1，更新了類神經網路的資料[4]。
- 2020年五月推出v4.0.0，支援日本規則與中國規則[5]。

## 成績
2017年的第一屆世界智能圍棋公開賽初賽取得第七名。2017年的AI龍星戰預選賽取得第六名，並在本賽取得第四名。

### CGOS
AQ的各版本在CGOS上都有相當好的成績，對於2018年一月所釋出的最新版v2.1.1，在CGOS上的AQ-2.1.1-4t1g取得了約3940分的BayesElo分數，是2018年一月可公開取得的圍棋軟體中最高的成績。

## 相關連結
- AlphaGo
- 電腦圍棋
- 圍棋軟體

## 註解
1. ↑  因市售版的DeepZenGo（即天頂的圍棋7 Zen（日语：天頂の囲碁））使用Zen 15.3的引擎，且只支援CPU版本（沒有GPU支援），故對應在CGOS上最高分的帳號為Zen-15.3-10c[10]，約3820分[9]。

## 外部連結
- 官方网站
- 山口祐的X（前Twitter）